# Krönungsmahl

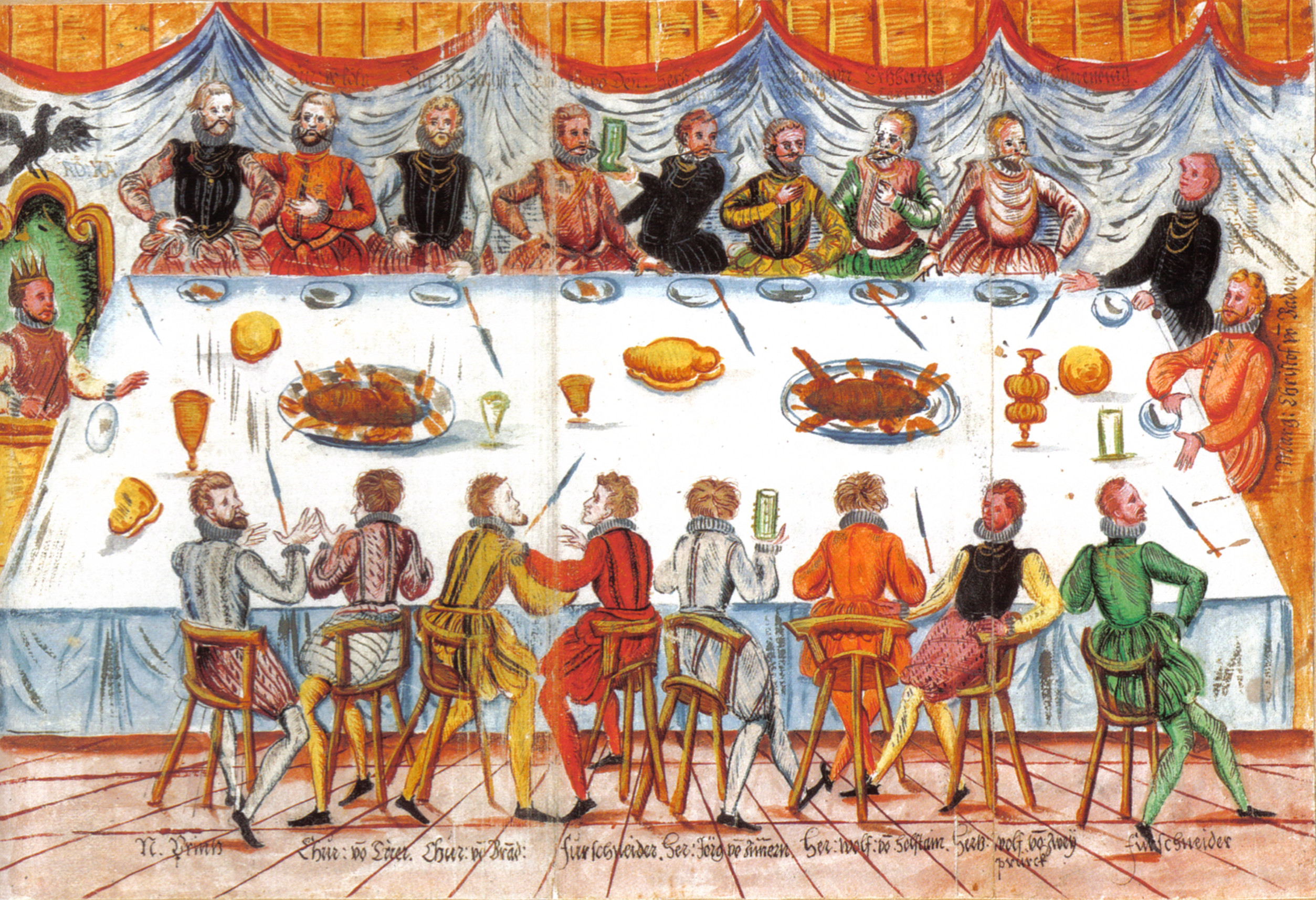
Krönungsmahl Ferdinands I. im Frankfurter Römer 1558

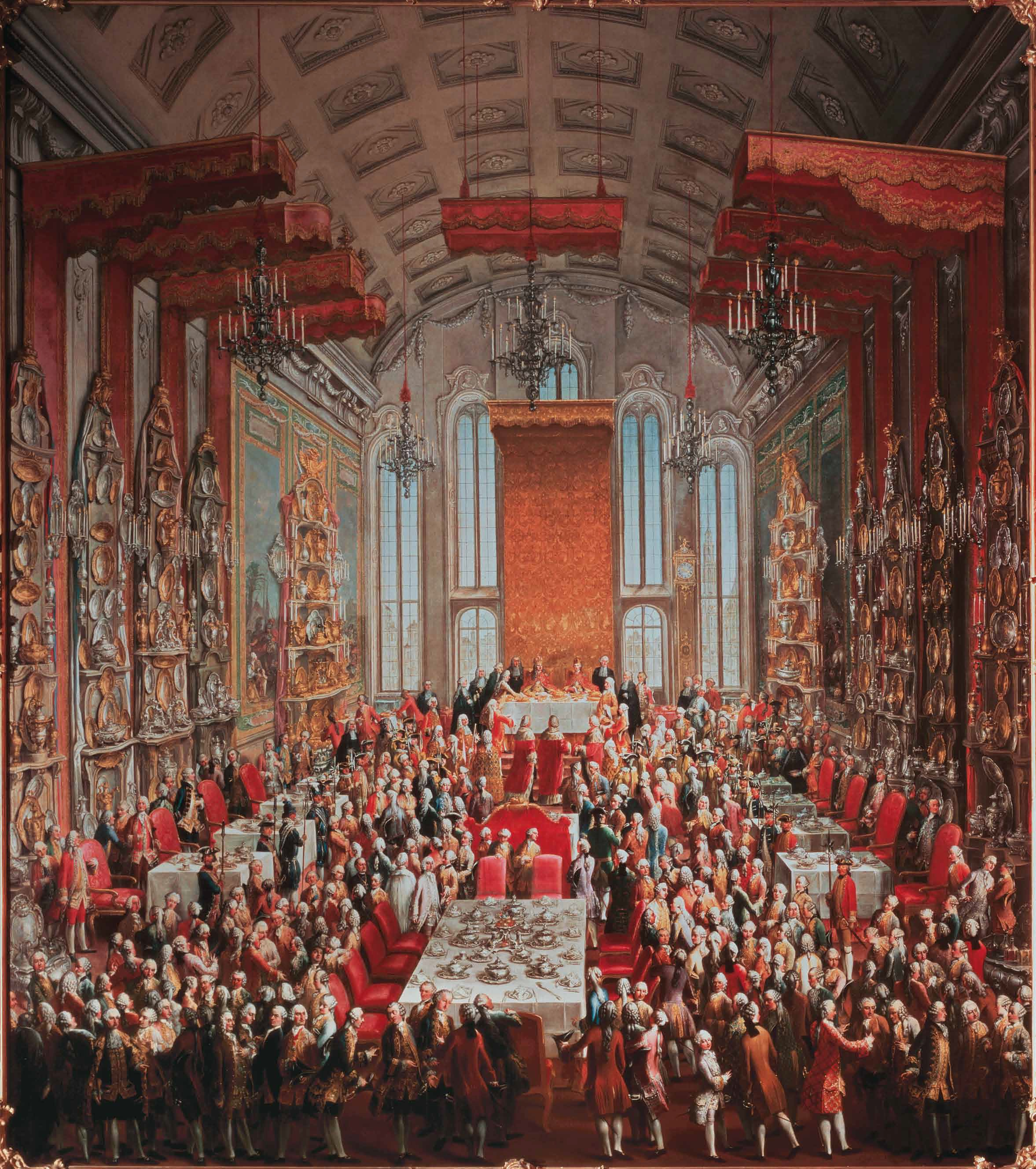
Krönungsmahl Josephs II. in Frankfurt (1764)

Als Krönungsmahl bezeichnet man das festliche Mahl, das nach der Krönung der römisch-deutschen Könige und Kaiser und der Thronsetzung den dritten Teil des Krönungszeremoniells bildete.
Als die Krönungen noch in Aachen stattfanden, begab man sich nach der Krönung in die Königshalle der alten karolingischen Pfalz, später in den heute „Krönungssaal“ genannten Festsaal des Aachener Rathauses, das auf deren Trümmern errichtet wurde.
Ab 1562 fanden die Krönungsmähler im Kaisersaal des Frankfurter Römers statt.

## Ursprung und Geschichte
Das sich an die Krönung Ottos I., 936, anschließende Festmahl soll die Tradition der Krönungsmähler begründet haben, über das auch Widukind von Corvey berichtete. So habe man sich nach der Krönung in die Pfalz begeben und an einer prächtigen Tafel aus Marmor Platz genommen. Dieser Bericht ist zugleich der Beleg für die Ausübung der Erzämter. Die Oberaufsicht hatte der Kämmerer, der Herzog von Lothringen Giselbert, da Aachen in seinem Machtbereich lag.

## Ablauf
Im Jahre 1356 erließ Karl IV. die Goldene Bulle, um Unklarheiten bei der Wahl des römisch-deutschen Königs zu beseitigen. Dabei wurden auch zahlreiche Bestimmungen für das Zeremoniell des Krönungsmahles und anderer Festmähler formuliert. Eine bedeutsame Rolle in einem Krönungsmahl kam den Fürsten, im Spätmittelalter den Kurfürsten, zu. Sie standen neben dem König ebenfalls im Mittelpunkt jenes Mahles. Das Mahl verlief äußerst hierarchisch: Die Kurfürsten saßen an eigenen, jedoch verglichen mit dem König niedrigeren Tischen; Fürsten speisten zu dritt, Grafen und Herren zu fünft. Die Tischordnung galt als eine „hochpolitische Angelegenheit“.
Eine besondere Bedeutung beim Krönungsmahl nahm der Ochse ein: Er wurde auf dem Marktplatz der Krönungsstadt gefüllt und gebraten. Dadurch und mit dem Ausschenken roten und weißen Weines sicherte sich der neue König den Rückhalt des kleinen Mannes.
Das letzte Krönungsmahl in dieser Tradition fand bei der Kaiserkrönung Franz II. 1792 statt.